# メロン (動物学)
メロンは多くのハクジラ亜目のクジラ（イルカを含む）の頭部のほぼ中央にある脂肪組織である。メロン体とも呼ばれる。
メロンの機能については完全には解明されていないが、反響定位（エコーロケーション）の際に音波を集中する器官であると考えられている。
ある種のイルカは他の種よりも発達したメロンを具備している。深海棲のマッコウクジラの脳油嚢と称せられるメロンの中の脂質は、その比重を変える事で浮沈に使うため、他のハクジラのものとは化学的に異なった性質を有す液状のワックスエステルで、量も大きく異なり、脳油あるいは鯨蝋と呼ばれている。
シロイルカのメロンも特殊である。シロイルカはメロンの形状を自分の意思で変えることができるが、これは北極圏という氷の海に適応するためであろうと考えられている。例えば横浜・八景島シーパラダイスでは「おでこぷるぷるシロイルカ」と称しメロンを震わせながら歌う（音を発生する）シロイルカを観察することができる。